# Pseudocercosporella spiraeigena
Pseudocercosporella spiraeigena är en svampart som beskrevs av U. Braun & C.F. Hill 2004. Pseudocercosporella spiraeigena ingår i släktet Pseudocercosporella och familjen Mycosphaerellaceae.   Inga underarter finns listade i Catalogue of Life.